# Paullinia trilatera
Paullinia trilatera är en kinesträdsväxtart som beskrevs av L. Radlk.. Paullinia trilatera ingår i släktet Paullinia och familjen kinesträdsväxter. Inga underarter finns listade i Catalogue of Life.